# Алёшинский сельсовет (Егорьевский район)
Алёшинский сельсовет — упразднённая административно-территориальная единица, существовавшая на территории Московской губернии и Московской области до 1954 года.
Алёшинский сельсовет был образован в первые годы советской власти. По данным 1923 года он входил в состав Егорьевской волости Егорьевского уезда Московской губернии.
В 1925 году к Алёшинскому с/с был присоединён Федуловский сельсовет.
По данным 1926 года в состав сельсовета входили село Алёшино, деревни Подлужье, Станиславская, Федуловская и Алёшинская школа.
В 1929 году Алёшинский с/с был отнесён к Егорьевскому району Орехово-Зуевского округа Московской области. При этом из него был выделен Федуловский с/с.
17 июля 1939 года к Алёшинскому с/с были присоединены Пожинский (селение Пожинская), Собанинский (селение Собанино) и Федуловский (селения Даниловская, Федуловская, Ширловская) с/с.
14 июня 1954 года Алёшинский с/с был упразднён. При этом его территория была передана в Ефремовский с/с.